# Follonica
Follonica là một đô thị (comune) ở tỉnh Grosseto, vùng Toscana của Ý. 